# Дами, Элизабетта
Элизабетта Дами (итал. Elisabetta Dami; 1958 г.н., Милан) — итальянская писательница, автор художественных книг для детей.
Элизабетта Дами родилась в 1958 году в Милане, Италия. Дочь издателя Пьеро Даме (основателя издательства «Dami Editore», созданного в 1972 году), Элизабетта начала работать корректором в семейном издательском доме и там же начала писать свои первые рассказы в возрасте 18 лет.
Её опыт, накопленный во время оказания помощи больным детям в качестве добровольца, побудил к идее написания истории с мышью, Джеронимо Стилтоном, в качестве главного героя.
Самая известная работа Элизабетты — это серия о Джеронимо Стилтона. Её другие книги включают в качестве главных героев также Тею Стилтон и сестер Тее (Колетт, Ники, Памела, Паулина и Виолет). В 1999 году Даме начала сотрудничать с издательством «Piemme», которое решило издавать серию книг для детей. Начиная с 2000 года, когда вышла первая история, 115 миллионов экземпляров было продано в 150 странах и на 45 различных языках. Hа русском языке, серия публикуется Рипол Классик. Элизабетта Дами написала более 100 книг для детей.
Элизабетта делит своё время между Италией и городом Седона, штат Аризона (США). Она любит путешествовать, отправляться в приключения и проводить исследования, например, как она это сделала самостоятельно в 23 года, отправившись в кругосветное путешествие. Элизабетта поднималась на Килиманджаро, была в походе в Непале, пробежала 120-километровый марафон в пустыне Сахара и два марафона в Нью-Йорке, а также осуществила прыжок с парашютом. Несколько лет назад она получила лицензию пилота.
Такие путешествия и приключения дают Элизабетте вдохновения для создания новых книг о Джеронимо Стилтоне.